# 英屬哥倫比亞交通局
英屬哥倫比亞交通局（英文：BC Transit），簡稱為BC交局，是一個由加拿大皇冠集團營運於加拿大英屬哥倫比亞省除大溫哥華地區之外地區的公共交通系統，總營運所位於省會維多利亞。

## 歷史

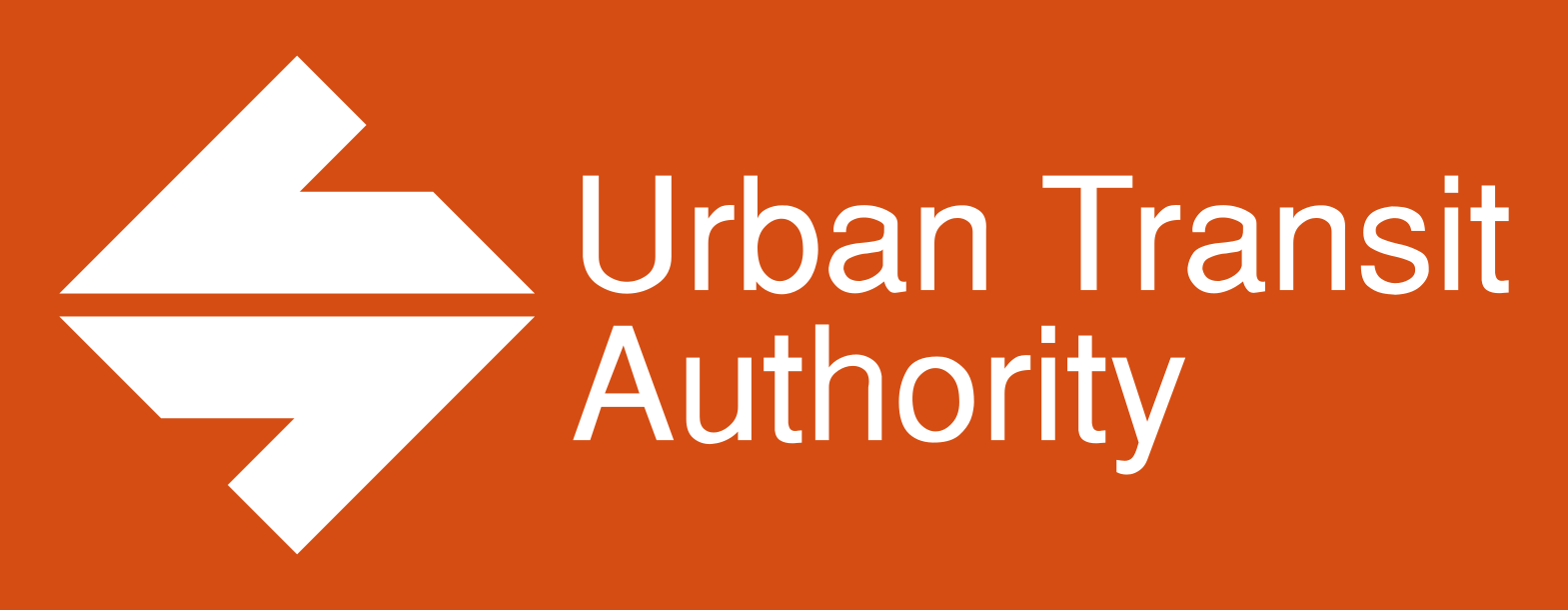
英屬哥倫比亞交通局承接都市交通權威公司（Urban Transit Authority）運輸系統。

## 交通服務

### 地區交通系統
英屬哥倫比亞省首府的維多利亞地區交通系統是唯一由英屬哥倫比亞交通局自己運營的系統。
其他英屬哥倫比亞交通局地區交通系統依重要性可分為一至三級，一級為最主要；三級為最次要。
| 第一級                             | 第二級                                      | 第三級               |
| ---------------------------------- | ------------------------------------------- | -------------------- |
| 中弗雷澤谷交通系統 (亞博斯福-米遜) | 坎貝爾河交通系統                            | 百哩屋地區交通系統   |
| 甘露交通系統                       | 奇利瓦克交通系統 (奇力瓦克-阿格西茲-哈里森) | 貝拉庫拉交通系統     |
| 基洛納地區交通系統                 | 科莫克斯谷交通系統                          | 邦達里交通系統       |
| 納奈莫地區交通系統                 | 考伊琴谷地區交通系統                        | 卡斯爾加地區交通系統 |
| 喬治王子城交通系統                 | 南歐肯那根-西米爾卡明交通系統               | 中庫特尼交通系統     |
| 維多利亞地區交通系統               | 弗農地區交通系統                            | 克利爾沃特交通系統   |
| 惠斯勒交通系統                     |                                             | 哥倫比亞谷交通系統   |
|                                    |                                             | 克蘭布魯克交通系統   |
|                                    |                                             | 克雷斯頓谷交通系統   |
|                                    |                                             | 道森克里克交通系統   |
|                                    |                                             | 麋鹿谷交通系統       |
|                                    |                                             | 聖約翰堡交通系統     |
|                                    |                                             | 黑澤爾頓地區交通系統 |
|                                    |                                             | 金伯利交通系統       |

### 英屬哥倫比亞醫療專車路線

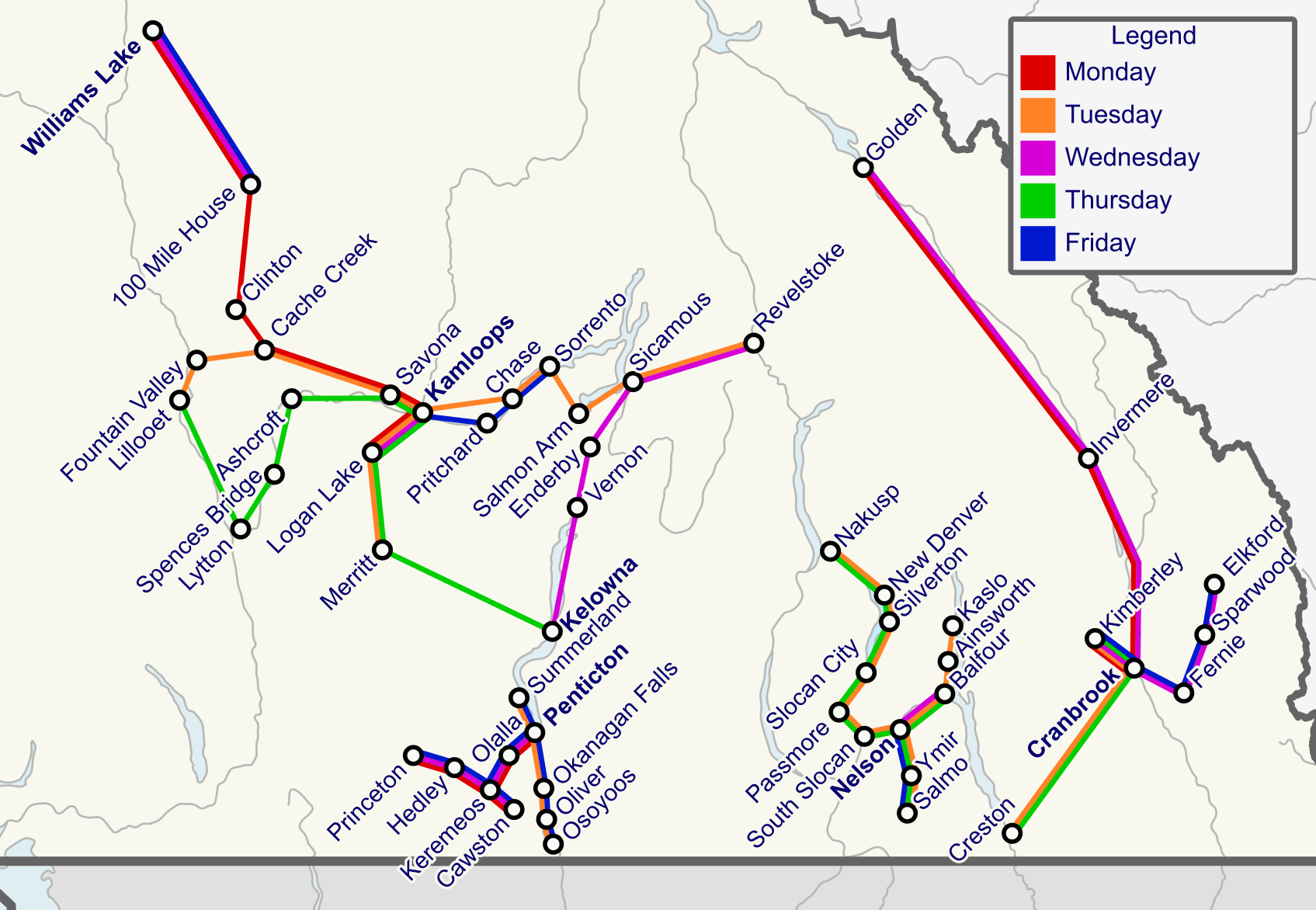
2019年10月英屬哥倫比亞醫療專車路線總覽圖

英屬哥倫比亞交通局亦有醫療專車路線（英文：Health Connections）在特定日期時間運營小型長途巴士，主要目的於服務於農村地區需要前往城市中心的患者，但亦向所有公眾提供服務。此路線主要服務於卡里布、弗雷澤谷、南歐肯那根和西庫特尼地區之間。

### HandyDART
HandyDART是英屬哥倫比亞省的一項無障礙交通服務。服務主要使用中小型巴士運送無法使用一般市區公車的殘疾或中老年乘客。該服務提供門到門接送，在全省所有較大的城鎮以及較小的社區都有服務。目前有16個自定義無障礙路線選擇。

### 北英屬哥倫比亞公車處
北英屬哥倫比亞公車處（英文：BC Bus North）是一個其調度和路線由英屬哥倫比亞交通局指導，原先為加拿大灰狗巴士營運的城際交通服務。目前樞紐中心位於喬治王子城。

## 資料來源
1. 1 2   (PDF). BCBudget. Government of British Columbia.   [24 September 2019]. （原始内容存档 (PDF)于2018-10-29）.
2. ↑  .   [2015-02-06]. （原始内容存档于2015-02-06）.
3. ↑  . Accessible Transit. TransLink.   [20 January 2016]. （原始内容存档于2016-01-17）.
4. ↑  Little, Simon. . Global News. 29 May 2019  [24 September 2019]. （原始内容存档于2022-12-08）.